# Análise de Bollinger

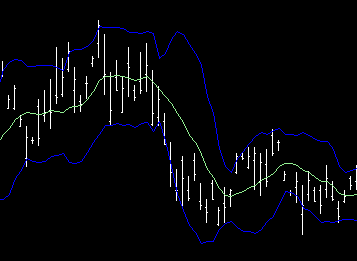
Um exemplo de uma análide de Bollinger num período de dez dias e com a largura de duas vezes o desvio padrão.

Análise de Bollinger (também conhecida como Bandas de Bollinger) são ferramentas de análise técnica criadas por John Bollinger no início dos anos 80. Este indicador possui uma forte relação com a volatilidade, possibilitando, assim, a sua comparação com os níveis de preços num determinado período de tempo. O maior objetivo das bandas Bollinger é fornecer uma ideia relativa de alto e baixo. Por definição, os preços são altos na linha (banda) superior e baixos na linha (banda) inferior.
As bandas Bollinger são constituídas por um conjunto de três curvas desenhadas em relação aos preços. Elas são traçadas a partir de uma determinada distância de uma média móvel. A banda intermediária é uma medida de tendência intermediária, geralmente uma média móvel simples, que serve como base para as bandas inferiores e superiores.
O intervalo entre as bandas superiores, intermediárias e inferiores é determinado pela volatilidade, geralmente o desvio padrão da mesma data que foi utilizada pela média. Assim, quanto maior a volatilidade de um ativo maior seu desvio padrão.
As Bandas de Bollinger consistem de:
- Bandas Bollinger Intermediárias sendo uma N-período média móvel simples;
- Bandas Bollinger Superiores sendo Bandas Bollinger Intermediárias + (K x N-período desvio padrão);
- Bandas Bollinger Inferiores = Bandas Bollinger Intermediárias - (K x N-período desvio padrão).
Valores típicos para K e N são 2 e 20, respectivamente.
O uso das Bandas de Bollinger variam muito entre os investidores. Dessa forma, alguns deles compram quando o preço toca a banda Bollinger inferior e vendem quando o preço toca a média móvel no centro das bandas. Outros investidores compram quando o preço sobe acima da banda superior e o vendem quando o preço cai abaixo da banda inferior.
Frequentemente, quando as bandas de Bollinger se aproximam da média, o preço das ações de uma companhia sofrem consideráveis alterações. Assim, movimentos fora das bandas propõem a continuação da tendência. Altas e baixas fora das bandas, seguidas de altas e baixas dentro das bandas propõem uma reversão de tendência. Em fato, quando não há tendência definida, a regra é vender quando o preço ficar acima da banda superior e comprar quando o preço ficar abaixo da banda inferior.

## Objetivo
O objetivo da Análise de Bollinger é para demonstrar uma definição relativa de altos e baixos do ativo. Quando o preço está próximo da banda superior quer dizer que o preço está alto, e vice-versa. Esta análise permite chegar a decisões sistemáticas de compra e venda de ações.